# 1 Dywizja Strzelców Polskich (WP na Wschodzie)
1 Dywizja Strzelców Polskich (1 DSP) – wielka jednostka piechoty Wojska Polskiego na Wschodzie.
Dywizja został sformowana jesienią 1917 początkowo w Husatynie, a później w Starym Bychowie. Weszła w skład I Korpusu Polskiego.

## Organizacja i obsada personalna dywizji
- Dowództwo
  - dowódca - gen. mjr Gustaw Ostapowicz[a]
  - kapelan - ks. Tadeusz Jachimowski
- Sztab
  - płk SG Piętko
- dowódcy brygad:
  - gen. mjr Wincenty Odyniec
  - płk Daniel Konarzewski
  - płk Lucjan Żeligowski[b]
- 1 pułk strzelców polskich
- 2 pułk strzelców polskich
- 3 pułk strzelców polskich
- 4 pułk strzelców polskich
- I Brygada Artylerii
- 1 dywizjon parkowy
- kompania inżynieryjna
- legia podchorążych
- tabor dywizyjny
- dwa szpitale
- oddział opatrunkowy

W grudniu 1917 dywizja etatowo liczyła: 371 oficerów, 36 lekarzy, 52 urzędników, 16927 żołnierzy frontowych, 2308 żołnierzy niefrontowych, około 4500 koni. Stan faktyczny wynosił odpowiednio: 397, 21, 35, 5049, 2002, ok. 2400.

## Żołnierze dywizji
Kawalerowie Wstęgi Amarantowej
Na mocy rozkazu dowódcy I Korpusu Polskiego z 19 marca 1918 udekorowani zostali za waleczność:
z kompanii inżynieryjnej

- ppor. Stanisław Małagowski
- mł. podof. Leon Wawrzynowicz
- mł. podof. Jan Onufrowicz
- saper Mieczysław Oborski
- saper Breda Stanisław
- saper Józef Pawlak
- saper Franciszek Przetocki
- mł. podof. Jan Strzałkowski
- mł. podof. Władysław Dreczkowski
- mł. podof. Tadeusz Strobl
- mł. podof. Jan Kaniewski
- mł. podof. Adam Turek
- mł. podof. Julian Jaronowski
- saper Feliks Kalina
- saper Piotr Leszczyński

z legii podchorążych

- Celestyn Kański*
- Piotr Borkowski